# Jeffrey Kluger
Jeffrey Kluger, né le 21 mai 1954, est un journaliste et écrivain américain. Il publie au Time Magazine et est l'auteur de neuf livres sur des sujets divers.
Il est principalement connu pour son livre Lost Moon: The Perilous Voyage of Apollo 13 (1994) qu'il a écrit avec l'astronaute James Lovell et qui a servi de base au scénario du film Apollo 13 réalisé par Ron Howard et sorti en 1995.

## Biographie
Jeffrey Kluger est originaire de Pikesville, dans le Maryland.

## Œuvres littéraires

### Romans
- (en) Freedom Stone, 2011
- (en) Holdout, 2021